# Horisme jansei
Horisme jansei är en fjärilsart som beskrevs av Fletcher 1956. Horisme jansei ingår i släktet Horisme och familjen mätare. Inga underarter finns listade i Catalogue of Life.